# Kleiner Dodo
Kleiner Dodo is een Duitse animatiefilm uit 2008, geregisseerd door Thilo Rothkirch en Ute von Münchow-Pohl. De film is gebaseerd op de boeken van Hans de Beer en gaat over een kleine orang-oetan genaamd Dodo.

## Verhaal
De kleine orang-oetan Dodo die van allerlei geluiden houdt en ze imiteert, vindt op een dag een vreemd object dat uit een vrachtwagen is gevallen. De oude orang-oetan Darwin, die vroeger bij mensen woonde, legt hem uit dat het een viool is. Hij instrueert hem in de geheimen van het instrument. Met zijn vioolspel maakt Dodo niet alleen zijn vrienden aan het lachen. Wanneer een ernstige droogte uitbreekt, ontdekt hij het grote geheim van zijn muziek. Hij bewijst zijn moed wanneer zijn vriend en leraar gewond raakt. Dodo neemt het moeilijke pad naar de menselijke nederzetting om medicijnen voor zijn vriend te halen. Op de terugweg kan hij zijn muziek gebruiken om een gewonde tijger te kalmeren en vervolgens te genezen.

## Stemverdeling
| Acteur          | Personage |
| --------------- | --------- |
| Sandro Iannotta | Dodo      |
| Mario Adorf     | Darwin    |
| Rick Kavanian   | Arnold    |
| Lena Beyerling  | Patna     |
| Volker Wolf     | Dodopapa  |
| Frauke Poolman  | Dodomama  |